# هاراطون داویدیان
هاراطون «هارمیک» داویدیان (انگلیسی: Haraton Davidian) (۲ اسفند ۱۳۰۳ تهران – ۲۱ آبان ۱۳۸۸ تهران) از بنیان‌گذاران روانپزشکی در ایران بود. هاراطون داویدیان استاد روانپزشکی دانشگاه تهران بود.

## تحصیلات
- تحصیلات متوسطه: دبیرستان البرز
- تحصیلات پزشکی: دانشگاه تهران
- دیپلم عالی روانپزشکی (دیپلم تخصصی بیماری‌های روانی): دانشگاه لندن (D.P.M)

## زندگی
هاراطون داویدیان در دوم اسفند ماه ۱۳۰۳ (۲۱ فوریه ۱۹۲۵) در تهران متولد شد. پس از گذراندن تحصیلات ابتدایی در دبستان کوشش و تحصیلات متوسطه را در کالج البرز یادبیرستان البرز، به پایان رسانید و سپس برای ادامه تحصیل در رشته پزشکی به دانشگاه علوم پزشکی تهران رفت و در سال ۱۳۲۷ از دانشکده مزبور فارغ‌التحصیل شد. پس از طی دوره دکتری پزشکی و گذراندن خدمت نظام وظیفه، در یازدهم مرداد ماه سال ۱۳۲۹ به دستیاری بخش جدید التأسیس بیماری‌های روانی، وابسته به دانشکده پزشکی دانشگاه علوم پزشکی تهران انتخاب شد و خدمات دانشگاهی خود را از آن تاریخ آغاز کرد. هاراطون داویدیان به درخواست خودش در سال ۱۳۲۹ به دستیاری بخش جدید التأسیس بیماری‌های روانی، وابسته به دانشکده پزشکی انتخاب شد و به همکاری با چهرازی و سپس ناصری در بیمارستان روزبه پرداخت. در سال ۱۳۳۴ با کسب موفقیت در امتحانات انتخاب رئیس درمانگاهی بیماری‌های روانی، به منظور ادامه تحصیل عازم لندن شد و در سال ۱۳۳۷ دیپلم تخصصی بیماری‌های روانی را از دانشگاه لندن (D.P.M) دریافت کرد.
وی پس از بازگشت به میهن و شروع خدمات دانشگاهی، مدارج مختلف آموزش، دانشیاری، تصدی بخش و ریاست بخش روانی را یکی پس از دیگری طی کرد و در سال ۱۳۴۷ مقام استادی رشته بیماری‌های روانی دانشکده پزشکی دانشگاه تهران را کسب نمود. داویدیان در سال ۱۳۷۰ پس از ۴۲ سال خدمت دانشگاهی به افتخار بازنشستگی نائل آمد. افزون بر این، متجاوز از یکصد مقاله به زبان فارسی و انگلیسی در مجلات معتبر داخلی و خارجی منتشر نموده، که بیشتر آن‌ها نتایج بررسی‌ها و مطالعات وی دربارهٔ جنبه‌های فرهنگی روان پزشکی است. داویدیان به عنوان یک دانش‌پژوه برجسته ایرانی به واسطه دستاوردهای علمی و پژوهشی فراوانشان، خدمات شایسته به جامعه پزشکی به ویژه روان پزشکی عرضه داشته ونیز حضور فعالشان در تأسیس و گسترش نهادهای آموزشی و علمی کشور و کسب امتیازات چشمگیر در سطح بین‌المللی عنوان یک بنا به پیشنهاد شورای علمی و تصویب مجمع عمومی از تاریخ ۲۶ بهمن ۱۳۷۷ به مقام عضویت افتخاری فرهنگستان علوم پزشکی جمهوری اسلامی ایران نایل شده بودند.
داویدیان به عنوان یک دانش‌پژوه برجسته ایرانی به واسطه دستاوردهای علمی و پژوهشی فراوانش، خدمات شایسته اش به جامعه پزشکی به ویژه روان پزشکی عرضه داشته ونیز حضور فعالش در تأسیس و گسترش نهادهای آموزشی و علمی کشور و کسب امتیازات چشمگیر در سطح بین‌المللی عنوان یک بنا به پیشنهاد شورای علمی و تصویب مجمع عمومی از تاریخ ۲۶ بهمن ۱۳۷۷ به مقام عضویت افتخاری فرهنگستان علوم پزشکی جمهوری اسلامی ایران نایل شده‌است.
داویدیان در طی خدمت دانشگاهی خود دو بار یکی از تاریخ ۱۳۴۸ تا ۱۳۵۲ و دیگری از تاریخ ۱۳۶۰ تا ۱۳۶۷ به مدیریت گروه آموزشی روان پزشکی دانشگاه تهران انتخاب شد و همچنین از تاریخ ۱۳۶۰ تا ۱۳۶۵ سمت ریاست بیمارستان روزبه را عهده‌دار بود.
گفتنی است که دانشگاه تهران، یعنی تنها دانشگاه ایران در آن زمان، تا سال ۱۳۲۹ فاقد بخش بیماری‌های روانی بود. بخش مزبور در آن سال به کوشش حسین رضاعی یگانه استاد این رشته، در بیمارستان امام خمینی (هزار تختخوابی آن زمان) تأسیس و در سال بعد، یعنی در سال۱۳۳۰ به محل فعلی منتقل و به نام بیمارستان روزبه نام‌گذاری شد. به این ترتیب، داویدیان نخستین دستیار رشته بیماری‌های روانی محسوب می‌شود. در سال ۱۳۳۲ عبدالحسین میرسپاسی به دانشکده پزشکی دانشگاه تهران پیوست. وی و رضاعی در احداث بیمارستان روزبه و تأسیس بخش آموزشی بیماری‌های روانی در دانشگاه تهران کوشش فراوانی را به عمل آوردند. در طول این مدت، داویدیان به عنوان دستیار و تحت سرپرستی استادان فقید افتخار شرکت در فعالیت مزبور را به دست آورد.
از آنجا که کار درمانی از شیوه‌های مؤثر در درمان بیماری‌های روانی است، داویدیان با جلب موافقت و حمایت رئیس دانشکده پزشکی وقت، محمد علی حفیظی، موفق به تأسیس بخش کاردرمانی در بیمارستان روزبه شد و سرپرستی آن را به عهده گرفت. داویدیان، در طول نزدیک به نیم قرن تلاش علمی ممتد و بی وقفه، با تصدی سمت‌ها و مسئولیت‌های اجرایی، آموزشی و پژوهشی در سطوح ملی و بین‌المللی، منشأ خدمات ارزنده‌ای در رشته روان پزشکی بوده‌است. وی توجه خاصی به جنبه‌های فرهنگی بیمارهای روانی داشته‌است و سعی بلیغ نمود تا روان پزشکی ایران را بر اساس فرهنگ و اخلاق جامعه ایرانی شکل دهد و تحقیقات علمی در این رشته را بر اساس نیازمندی‌های جامعه پایه‌ریزی نماید.
داویدیان در سمینارها و کنگره‌های علمی متعدد داخلی و خارجی شرکت و همچنین کنگره‌های متعددی را برگزار نموده و خود با ایراد سخنرانی (بیش از صد سخنرانی) در آن‌ها سعی داشته‌اند تا روان پزشکی ایران را چه در داخل و چه در خارج از کشور به جامعه پزشکی معرفی نمایند.
ایشان پس از بازگشت به میهن و شروع خدمات دانشگاهی، مدارج مختلف آموزش، دانشیاری، تصدی بخش و ریاست بخش روانی را یکی پس از دیگری طی کرد و در سال ۱۳۴۷ مقام استادی رشته بیماری‌های روانی دانشکده پزشکی دانشگاه تهران را کسب نمود. داویدیان در سال ۱۳۷۰ پس از ۴۲ سال خدمت دانشگاهی به افتخار بازنشستگی نائل آمد. هاراطون داویدیان در سال ۱۳۵۰ به مناسبت تأسیس کالج سلطنتی روانپزشکان انگلستان به عضویت افتخاری هیئت مؤسس کالج مزبور برگزیده شد.
همچنین وی در سال‌های ۱۳۷۰–۱۳۴۹ سمت کارشناس بهداشت روانی در سازمان جهانی بهداشت را داشت. از سال ۱۳۵۰ الی ۱۳۶۲ به عضویت کمیته بین‌المللی انجمن جهانی روانپزشکی و از سال ۱۳۵۶ الی ۱۳۶۴ به عضویت کمیته اخلاق انجمن مزبور انتخاب شد.
داویدیان به عنوان یک دانش‌پژوه برجسته ایرانی به واسطه دستاوردهای علمی و پژوهشی فراوان و خدمات شایسته اش به جامعه پزشکی به ویژه روان پزشکی و نیز حضور فعالش در تأسیس و گسترش نهادهای آموزشی و علمی کشور و کسب امتیازات چشمگیر در سطح بین‌المللی، بنا به پیشنهاد شورای علمی و تصویب مجمع عمومی در سال ۱۳۷۷ به مقام عضویت افتخاری فرهنگستان علوم پزشکی جمهوری اسلامی ایران نایل شد و در سال ۱۳۷۸ از سوی انجمن جهانی روانپزشکی جزو پنج تنی قرار گرفت که طی مراسمی عنوان «پیشگام در روانپزشکی» به آنان اعطا گردید. داویدیان همچنین از اعضای مؤسس انجمن علمی روان پزشکان ایران  بوده و از بدو تأسیس این انجمن از سال ۱۳۷۵ ریاست این انجمن را هم عهده‌دار بوده‌است. «هاراطون داویدیان»، همیشه خانه اش، مرکز تحقیقات و پژوهش‌هایش بود. هاراطون داویدیان اگرچه عضو هیئت مؤسس کالج سلطنتی روانپزشکان انگلستان بود و از چند دانشگاه معتبر دنیا هم دعوت نامه داشت، اما به قول خودش ایران را برای زندگی و خدمت به مردم کشورش انتخاب کرده بود.
در هشتمین همایش سالانه انجمن علمی روانپزشکان ایران، در آبان ۱۳۸۷، به پاس خدمات استاد هاراطون داویدیان در زمینهٔ آموزش و پیشبرد دانش روانپزشکی، تقدیر شکوهمندانه ای از وی به عمل آمد. در این مراسم نشان‌ها و لوح‌های تقدیری از فرهنگستان علوم پزشکی، سفارت جمهوری ارمنستان در ایران، بیمارستان‌های روانپزشکی دانشگاه شهید بهشتی و علوم بهزیستی و توانبخشی، بیمارستان‌های میمنت، مهرگان، آزادی، انجمن روانپزشکان استان اصفهان و جامعه ارمنیان ایران به این استاد و پیشکسوت علم روانپزشکی اعطا شد.
هاراطون داویدیان در سال ۱۳۴۷ مقام استادی دانشگاه تهران را کسب نمود. وی همچنین در سال‌های ۱۳۶۰ تا ۱۳۶۵ ریاست بیمارستان روانپزشکی روزبه را بر عهده داشت.
داویدیان در سال ۱۳۷۰ پس از ۴۲ سال خدمت دانشگاهی بازنشسته شد و در سال ۱۳۷۷ به عضویت افتخاری فرهنگستان علوم پزشکی درآمد.
هاراطون داویدیان دارای تألیفات منحصر بفرد در روانپزشکی و مطالعات بالینی است و تأثیر زیادی بر زبان روانپزشکی نوین ایران داشته‌است و دارد و یکی از اولین و معدود مولفانی در سطح بین‌المللی است مطرح بوده‌است. او سال‌ها تدریس دروس دوره تخصص روانپزشکی به دانشجویان پزشکی در سطوح مقدماتی و پیشرفته به عهده داشته‌است.
جایزهٔ داویدیان (جایزهٔ انجمن علمی روان پزشکان ایران برای روان‌پزشکان جوان) جایزه‌ای نقدی است که از یک سو برای ارتباط میان دستیاران و روان پزشکان داخلی با دیگر روان پزشکان، و حمایت از ایده‌های نو و توانمندی‌های همکاران داخلی و از دیگر سو برای ایجاد امکان برای حضور روان‌پزشکان جوان خارجی در ایران و شرکت در همایش‌های سالیانه و آشنایی با روان‌پزشکی در ایران پرداخت می‌شود. تعیین خط مشی جایزه و داوری مقالات ارسال شده زیر نظر شورای سیاست گذاری جایزه که به صورت سالانه که به پیش نهاد رئیس جایزه و تأیید کمیتهٔ همایش‌های انجمن علمی روان‌پزشکان ایران تعیین می‌گردد انجام خواهد شد.

## سمتها و عناوین علمی بین‌المللی
- عضو فدراسیون جهانی بهداشت روانی از سال ۱۳۳۸
- کارشناس بهداشت روانی در سازمان‌های جهان بهداشت از ۱۳۴۹–۱۳۷۰
- عنوان افتخاری عضو مؤسس کالج سلطنتی روانپزشکان انگلستان در سال ۱۳۵۰
- عضو کمیته بین‌المللی انجمن جهانی روانپزشکان از سال ۱۳۵۰–۱۳۶۲
- عضو کمیته اخلاق روانپزشکی – انجمن جهان روانپزشکان از سال ۱۳۵۶–۱۳۶۴
- عضو انجمن سلطنتی پزشکان انگلستان از سال ۱۳۵۷
- عضو کمیته روانپزشکی نظامی انجمن جهانی روانپزشکی از سال ۱۳۶۸

## مسئولیت‌های اجرایی
- ۱۳۶۲–۱۳۵۰ :عضویت در کمیته بین‌المللی انجمن جهانی روانپزشکان
- ۱۳۵۶–۱۳۵۱: عضویت در شورای تحقیقات دانشگاه تهران
- ۱۳۶۴–۱۳۵۶: عضویت در کمیته اخلاق روانپزشکی، انجمن جهانی روانپزشکان
- ۱۳۵۷: عضویت در انجمن سلطنتی پزشکان انگلستان
- ۱۳۶۷–۱۳۶۰: مدیریت گروه روانپزشکی، دانشگاه تهران
- ۱۳۶۵–۱۳۶۰: ریاست بیمارستان روزبه
- ۱۳۶۶–۱۳۶۳: عضویت در هیئت ممتحنه و ارزشیابی رشته روانپزشکی، وزارت فرهنگ و آموزش عالی
- ۱۳۷۰–۱۳۶۷: عضویت و ریاست جلسات کمیته کشوری بهداشت روانی، وزارت بهداشت درمان و آموزش پزشکی
- ۱۳۷۰: نیل به افتخار بازنشستگی
- ۱۳۷۱: عضویت در کمیته روانپزشکی نظامی، انجمن جهانی روانپزشکی
- ۱۳۷۲: عضویت در گروه علوم بهداشتی، و تغذیه، فرهنگستان علوم پزشکی
- ۱۳۷۲: کارشناس کمیسیون‌های مشورتی تخصصی، سازمان نظام پزشکی
- ۱۳۷۵: ریاست انجمن علمی روانپزشکان ایران
- ۱۳۷۷: عضویت افتخاری فرهنگستان علوم پزشکی
- ۱۳۷۸: کسب عنوان Psychiatry in Leader از طرف انجمن جهانی روان پزشکان

## درگذشت
هاراطون داویدیان در ۲۱ آبان سال ۱۳۸۸ پس از درگذشت لون داویدیان برادرزاده اش که روانپزشک و ادامه دهنده راه وی بود در سانحه هوایی پرواز شماره ۷۹۰۸ هواپیمایی کاسپین پس از طی دوره اندوه و بیماری (۱۲ نوامبر ۲۰۰۹) درگذشت.

## جوایز و افتخارات
- کتاب «مطالعه کیفیت زندگی، ادراک بیماری و سبک‌های دلبستگی بیماران سالمند مبتلا به دیابت»، تألیف: دکتر هاراطون داویدیان، دکتر پریرخ دادستان، دکتر حمیده جهانگیری، دکتر علیرضا نوروزی،  دکتر سعید شاملو، و دکتر میرتقی گروسی فرشی، و دکتر حیدرعلی هومن، برگزیده سومین دوره جایزه کتاب فصل (زمستان 1386 )
- کتاب «بهداشت روان»، تألیف: دکتر هاراطون داویدیان، دکتر علیرضا نوروزی، و دکتر حمیده جهانگیری، برگزیده چهارمین دوره جایزه کتاب فصل (تابستان 1387)
- کتاب «اختلالات رفتاری و روانی کودکان»، تألیف: دکتر هاراطون داویدیان، دکتر حمیده جهانگیری، دکتر پریرخ دادستان، برگزیده ششمین دوره جایزه کتاب فصل (تابستان 1387 )
- کتاب «بررسی میزان اختلالات عملکرد جنسی در بیماران مبتلا به اختلال افسردگی تحت دارودرمانی در شهر تهران»، تألیف: دکتر هاراطون داویدیان، دکتر پریرخ دادستان، دکتر حمیده جهانگیری، دکتر علیرضا نوروزی، و دکتر حیدرعلی هومن، برگزیده هشتمین دوره جایزه کتاب فصل (زمستان 1388 )
- کتاب «بررسی نقش آموزش روش‌های شناختی _ رفتاری و آموزش آرامسازی بر کاهش اضطراب رابطه جنسی»، تألیف: دکتر هاراطون داویدیان، دکتر پریرخ دادستان، دکتر حمیده جهانگیری، دکتر علیرضا نوروزی، دکتر سیامک نقشبندی، و دکتر حیدرعلی هومن، برگزیده پانزدهمین دوره جایزه کتاب فصل (تابستان 1389 )
- کتاب «تأثیر اصوات موسیقی بر میزان تمرکز حواس و توجه دانش‌آموزان پیش‌دبستانی مبتلا به اختلال نقص توجه/ بیش فعالی (ADHD)»، تألیف: دکتر هاراطون داویدیان، دکتر پریرخ دادستان،دکتر حمیده جهانگیری، دکتر علیرضا نوروزی،  دکتر میرتقی گروسی فرشی، و دکتر حیدرعلی هومن، برگزیده بیست و یکمین دوره جایزه کتاب فصل (بهار 1391 )
- کتاب «واژه نامه روانشناسی، روانپزشکی و زمینه های وابسته (فارسی - انگلیسی)»، تألیف: دکتر هاراطون داویدیان، دکتر حمیده جهانگیری، دکتر علیرضا نوروزی، و دکتر حیدرعلی هومن، برگزیده بیست و ششمین دوره جایزه کتاب فصل (تابستان 1392 )

## مقالات انگلیسی
- Handbook of Psychiatry (30 Volumes), volume three (Co-written with Javad Nurbakhsh جواد نوربخش  and Hamideh Jahangiri).[۱]
- Depression: Treatment and Management (2 Volumes) (Co-written with Susan Nolen-Hoeksema and Hamideh Jahangiri), volume one [۲]
- Depression: Treatment and Management (2 Volumes) (Co-written with Susan Nolen-Hoeksema and Hamideh Jahangiri), volume two [۳]
- Psychiatric Disorders and Coronary Heart Disease (Co-written with Gholamreza Sarabi and Hamideh Jahangiri) [۴]
- Depression and Depressive Disorders (2 Volumes), volume 1 (Co-written with Coleman L. Raley and Hamideh Jahangiri)[۵]
- Depression and Depressive Disorders (2 Volumes), volume 2 (Co-written with Coleman L. Raley and Hamideh Jahangiri) [۶]
- Clinical Psychology: Study the Effect of Musical Sound on Focusing of Attention in pre–elementary Students with Attention Deficit/Hyperactivity Disorder”,  Hamideh Jahangiri, Prof. Haraton Davidian, &  Bahman Behroozi, 2008-2011.
- Determine the Effect of happy and sad music in children with Attention Deficit/Hyperactivity Disorder (Clinical Psychology),  Hamideh Jahangiri, Prof. Haraton Davidian &  Bahman Behroozi, 2008-2010.
- Assignment Prevalence of Sexual Dysfunction Associated with Antidepressant Drug among Older Patients' with Depression Disorder under Mechanisms and Treatments of Drug Therapy.  Hamideh Jahangiri, Prof. Parirokh Dadsetan, Prof. Haraton Davidian,  Alireza Norouzi.
- Study the Quality of Life, Illness Perception and Attachment Styles in Elder Patients with Diabetes.  Hamideh Jahangiri, Prof. Haraton Davidian, Prof. Parirokh Dadsetan,  Alireza Norouzi.
- The Treatment of Withdrawal symptoms of opium addict with vit.E1957, Acta medica Iranica, vol.1, p* ۲۱۵. ۲۲۱.
- Cultural Background of psychiatry in Iran, inproceedings, IV World congress of psychiatry. Madrid: 1965, p* ۱۴۹۲ ۱۴۹۵.
- Aspects of anxiety in Iran(1969), Austr. and N.Z. Journal of Psychiatry, vol. 3-3a,p. 254 * ۲۵۸.
- Why Teach Psychiatry to medical students and how it should be taught(WHO, EMRO, 1970).
- Planning Psychiatric Teaching(WHO, EMRO1970).
- Teaching Preventive Psychiatry(WHO, EMRO1972).
- ((Application of some Basic Psychological Theories in Iranian Cultural Contest" , Int.Soc. Sci, J. vol.15, no.4 (1973), p. 532 * ۵۴۵.
- ((Need for more research in Psychiatry and Mental Health" , in Proceedings of the International symposium on Epidemiological Studies in Psychiatry(Tehran:20-22 May, 1974), p. 1-5.
- ((Assessment of Difficulties Encountered in Psychiatric Follow * up Studies" , Acta Psychiat. Scand.57(1978), p. 290 * ۲۹۸.
- ((Systolic Blood Pressure Change in the Course of Recovery in Depressed Patients((, in Preventional and Treatment of Depression, (Baltimore: Univ. Park press,1981), p. 197 * ۲۰۷.
- ((Practical problems in Psychiatric Field Surverys" , Acta Psychiat. Scand.Suppl.296, vol.65 (1982), p. 87 * ۹۳.
- ((Ethical Issues in Psychiatry: Cultural Perspective (A point of view"), in Proceedings,WPA Regional Symposium, (Japan:[s,n.],1982) p. 110 * ۱۱۴.
- Depressive Disorders in Different Cultures, Collaborative Study (Geneva: WHO 1983).
- ((Incidence of Depression among the Families of Victims of the Imposed war((, Proceedings, International Medical Seminar (Tehran:[s.n.], 1983) p. 52 * ۵۴.
- ((Culture and the Ethical Rules ((1983. in Proceedings of the 7th Congress of Psychiatry, (Vienna: Plenum Publishing Corp, 1985) vol.8, p. 111 * ۱۱۲.
- Towards the rationalization of Psychiatics symptoms, Paper Presented at the WPA Regional Symposium(Bueusaires:[s.n.], march 20-23, 1983).
- the Impact of Logical Systems on the development of Psychopathological theories: Special reference to the Phenomenology of depression, Paper Presented at the 36th Annual Conference of Indian Psychiat. (Society, Ranchi: Jan. 14-16, 1984).
- Psychiatric Patients in General Practice, Paper presented at the 4th International Psychiat. Conference(Islamabad, Pakistan:[s.n.], Dec. 9-12, 1982).
- Application of Psychiatric case-Finding methodology in developing countries: Cultural Perspective" ,Paper presented at the 5th International Psychiat. Conference(Peshawar. Pakistan:[s.n.], Dec. 13-16, 1984).
- Application of Psychiatric case-Finding instruments in developing countries, Paper presented at the 38thannual conference of Indian Psychiat (Society, Jaipur: Jan. 6-8, 1986).
- Depression, Impairment of abilities, Paper presented at the symposium on “Latest findings on the Aetiology and therapy of depressions”(Basle:[s.n.], June 5-8, 1986).
- Disturbance of consciousness in combatans,Paper presented at the 8th congress of Pyschiatry (Athens: [s.n.], 1989).
- The cost and benefits of the treatment of schizophrenic patients in the Iranian Socio-Medical Setting" ,Paper presented at the Symposium on the cost and Schizophrenia (Venice, Italy:[s.n.], Oct.29-31, 1990).
- Long* term outcome of depressive disorders,Paper presented at the symposium “ The costs of affective disorders” (Venice:[s.n.], Oct.26-28, 1992).
- Acute war trauma: Clinical Picture and the problem of classification, in Proceedings of the International symposium on stress, Psychiatry and war, WPA military section (Paris: [s.n.], June 26-27, 1992).
- An overall view of depressions in iran,Paper presented at Cinquieme Congress Medical Mondial Armenian(Paris:[s.n.], July 16-19, 1992).
- An Overall view of mental health care in Iran,Paper presented at national Workshop on research methodology for NPMH (Tehran:[s.n.], Jan. 11-13, 1992
- The design of mental health screening questionnaire and the Identificaton of its discriminant question (not published).
- Depression in general practice (a study carried out in general out-patient clinic)(not published).
- A detailed list of complaints, Symtoms and sign of depressive illnesses and states on anxiety (not published).
- Parent-child affective relation (not published).
- Psychiatric disorders related to pregnancy and child-birth (a controlled study) (not published).
- Classification of affective disorders in practice (not published).